# ناقل غشای سلولی منوآمین
ناقل غشای سلولیِ منوآمین (انگلیسی: Plasma membrane monoamine transporter) که با نام‌های PMAT و ناقل ۴ متعادل‌کننده نوکلئوزید هم شناحته می‌شود، یک پروتئین ناقل مونو آمین است که در انسان توسط ژن «SLC29A4» کُدگذاری می‌شود.
این پروتئین برخلاف سایر اعضای خانوادهٔ ناقل‌های متعادل‌کننده نوکلئوزید نسبت به نوکلئوزیدها نفوذناپذیر است به استثنای آدنوزین که در شرایط PH خاص، نفوذپذیر است.

## مهار کننده‌ها
- سایمتیدین
- دی پیریدامول
- کینیدین
- کینین
- تریپتامین
- وراپامیل

## سوبستراها
- استیل کولین (ضعیف)
- آدنوزین (در محیط اسیدی)
- دوپامین
- اپی‌نفرین
- نوراپی‌نفرین
- هیستامین (ضعیف)
- متفورمین ((ضعیف؛ وابسته به PH)
- سروتونین